# Arroyo de Achar
El Arroyo de Achar es un curso de agua uruguayo que atraviesa el departamento de Tacuarembó perteneciente a la cuenca hidrográfica del Río de la Plata.
Nace en la Cuchilla de Santo Domingo y desemboca en el río Negro tras recorrer alrededor de 21 km.